# Keyence
Keyence Corporation (株式会社 キーエンス, Kīensu Kabushiki-gaisha) é uma empresa japonesa, fundada no Japão em 1974, que produz sensores, leitores de código de barras, sistemas de visão, equipamentos de medição e microscópios digitais.

## Operação e Produtos
A Keyence é uma empresa fabless, sendo especializada em desenvolvimento de produto sem fabricar o produto final, escolhendo a planta de fabricação de acordo com a tecnologia empregada no dispositivo. 
Os sensores Keyence, os sistemas de visão e os microscópios de alta definição são parte dos processos de produção e pesquisa em uma variedade de indústrias, incluindo as de eletrônicos, alimentos, semicondutores, do setor automotivo, de biotecnologia e a indústria farmacêutica. 
Relação de alguns produtos Keyence:
- Sensor fotoelétrico
- Sensor de proximidade
- Sensor indutivo